# Alexandru II Mircea
Pour les articles homonymes, voir Alexandru.
 Alexandru II Mircea (né le 3 mars 1529 mort le 11 septembre 1577) est prince de Valachie de 1568 à 1574 et de 1574 à 1577.

## Origine
Fils de Mircea IV Miloș et de Maria Despina il est né en 1529 et selon ses propres déclarations, il « passe quarante ans de sa vie en exil à Alep en Syrie, à Rhodes où à Alexandrie en Égypte ».

## Règnes
Il occupe enfin le trône de Valachie le 14 juin 1568 grâce à l'appui du Grand Vizir Mehmed pacha Sokolović et d'Andronic Cantacuzino dit Satanoglou qui est un ennemi de Chiajna Musati, la mère de son prédécesseur, Petru Ier cel Tânăr.
Peu après son arrivée à Bucarest il persécute les boyard hostiles à sa famille. Des partisans de Petru cel Tânăr ou des adversaires de la Sublime Porte sont mis à mort de fin juillet à septembre 1568. Pendant son règne il crée de nouvelles taxes.
Alexandru II est brièvement exclu du trône entre le  30 avril 1574 et le 4 mai 1574 par une intervention de
Ioan II Voda de Moldavie qui impose son candidat Vintilă. Après la déposition et l'excécution du prince de Moldavie il fait donner le trône de ce pays à son frère Pierre Șchiopul.
En 1576, il entre en conflit avec ses boyards qui envoient une délégation à Constantinople pour se plaindre. À la demande du Grand Vizir les boyards sont arrêtés sur ordre du Sultan et condamnés aux galères.
Alexandru II est à l'origine de la fondation de la première imprimerie de Bucarest installée dans un monastère en 1573 il fonde également deux monastères l'un près de Bucarest le Monastère de Radu Vodă, où il est inhumé après sa mort de maladie le 11 septembre 1577 et l'autre près de Craiova.

## Union et postérité
Il épouse une italienne de Pera, Ecaterina Salvaresso (morte à Tripoli en 1590), qui est régente de Valachie de 1577 à 1583 dont il a :
- Mihnea II Turcitul